# قول

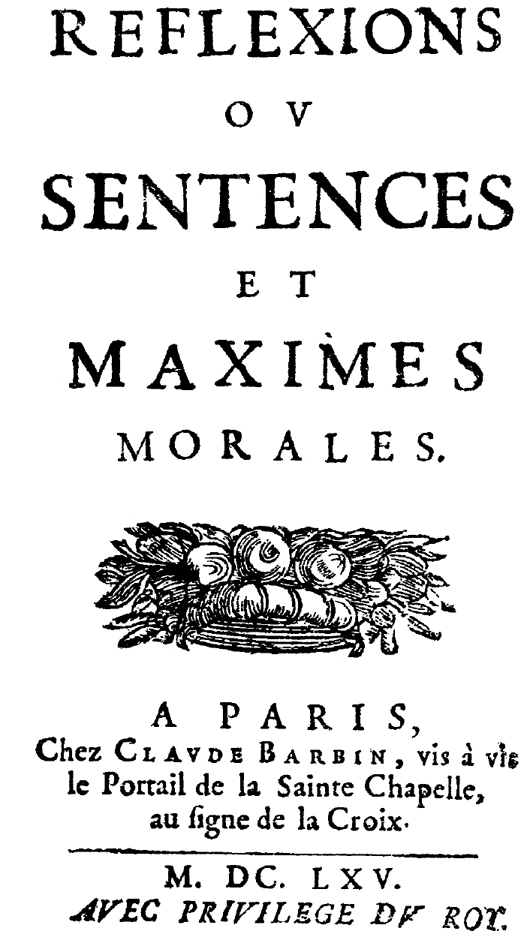

القول كل ما يُقال، لكن يقصد بالكلمة غالبا القول الشائع أو الهام.
وقد يكون القول ما يكتب حسب السياق، مثلا المقالة.

## أمثلة
- مثل
- قول مأثور
- قول منقول
- حكمة
- كناية
- سخرية
- كلام مبتذل
- قول الحق
- قول المعروف
- صدق
- كذب
- افتراء
- قول الصحابي
- حديث
- كلام
- دعوى
- رأي
- فتوى